# زلیخا ابو ریشه
زلیخا ابو ریشه (عربی: زلیحة عبد الرحمن أبو ریشة) (زاده: ۱۹۴۲ در عکا) ادیب و نویسنده و منتقد اردنی است. لیسانس زبان و ادبیات عربی را از دانشگاه اردن در سال ۱۹۶۶ گرفت و در سال ۱۹۸۹ از همان دانشگاه فوق لیسانس «ادبیات کودکان در ادبیات جدید عربی» گرفت.

## شغل
از سال ۱۹۶۷ تا ۱۹۷۶ در آموزش عالی و از سال ۱۹۷۷ تا ۱۹۸۱ در اداره آموزش و پرورش خدمت می‌کرد و سپس در زمینه تحریریه مطبوعات از سال ۱۹۸۱ تا سال ۱۹۸۹ مشغول بکار شد.

## مناصب
- عضو هیئت داوران جوایز ادبی کتابهای کودکان
- عضو انجمن نویسندگان اردنی
- دکترای نقد زنان از دانشگاه اکستر انگلستان[۷][۸]

## مدارک علمی
دکترای نقد زنان از دانشگاه اکستر انگلستان
فوق لیسانس زبان و ادبیات عرب از دانشگاه اردن

## اشعار
دیوان‌های شعر:
- تبادل پنهان
- کولی‌های آب
- سمبل‌های پیشگویی و رهنمود پرها
- تعادل: دربهای شکوه و افتخار[۱۰][۱۱]

## آثار
- در سلول زندان (مجموعه داستان) ستاد کل کتاب مصر، قاهره، ۱۹۸۷٫۴
- تبادل پنهان. (شعر) دارالفارس، امان، ۱۹۹۸.
- زبان گمشده، به سوی زبان غیر جنسیتی، مرکز مطالعات زنان، امان، ۱۹۹۶
- کولی‌های آب (متن) ستاد کل کتاب مصر، قاهره، ۱۹۹۹.
- سمبل‌های پیشگویی و رهنمود پرها، دمشق، سوریه: وزارت فرهنگ، ۲۰۰۰
- تعادل: دربهای شکوه و افتخار.
- به سوی یک نظریه در ادبیات کودکان
- شهرداری بزرگ امان، اما.[۱۲]

### کتابهای کودکان
- الماستان (داستانی برای کودکان) امان سال ۱۹۸۶
- احمد. متاسفم مادر (داستانی برای کودکان) امان سال ۱۹۹۰
- صدای عذاب برای کیست (داستانی برای کودکان) امان سال ۱۹۹۰
- شاخ فلفل
- یا باح یا باح[۱۳][۱۴]